# 63 Building
DLI (Daehan Life Insurance) 63 Building(63 빌딩) – wieżowiec usytuowany na wyspie Yeouido w Seulu w Korei Południowej. Jest trzecim do co wysokości budynkiem w Korei. 249-metrowy wieżowiec góruje nad pobliską rzeką Han.
Na ostatnim piętrze znajduje się taras widokowy. Oficjalnie ma 63 piętra, jednak tylko 60 z nich znajduje się ponad poziomem gruntu. Gdy został ukończony w 1985 roku był najwyższą konstrukcją w całej Azji.
Pierwsze dwa piętra podziemne zajmuje duże oceanarium. Na niższych piętrach znajdują się wielkie powierzchnie sklepowe, IMAX Theater. Na ostatnim piętrze znajduje się 63 Golden Tower – taras widokowy. Jest to popularne miejsce z którego rozpościera się dobry widok na Seul.